# Simulium meyerae
Simulium meyerae är en tvåvingeart som beskrevs av Dudley Moulton och Adler 2002. Simulium meyerae ingår i släktet Simulium och familjen knott.
Artens utbredningsområde är New Mexico. Inga underarter finns listade i Catalogue of Life.